# Mikkel Michelsen
Mikkel Michelsen (ur. 19 sierpnia 1994 w Nykøbing Falster) – duński żużlowiec.

## Życiorys
Jest wychowankiem duńskiego klubu Slangerup Speedway Klub, w barwach którego w rozgrywkach ligowych zadebiutował w 2010 roku. W latach 2010–2011 zdobywał z nim złoto Drużynowych mistrzostw Danii. W sezonie 2011 zdobył swoje pierwsze medale międzynarodowych zawodów: indywidualne oraz drużynowe wicemistrzostwo świata juniorów.
Od sezonu 2013 oprócz jazdy w Danii startuje również w polskich ligach. Jego pierwszym klubem była Unia Leszno. W Ekstralidze 2013 wystąpił w sześciu meczach leszczyńskiego klubu. Pojechał w dwudziestu wyścigach, a jego średnia biegowa wyniosła 1,000. 24 sierpnia 2013 wywalczył tytuł indywidualnego mistrza Europy juniorów. Został również młodzieżowym indywidualnym mistrzem Danii wygrywając zawody na torze w Randers. 28 czerwca 2014 roku zadebiutował w cyklu Grand Prix jako rezerwowy w Grand Prix Danii w Kopenhadze. Wystąpił w jednym biegu, w którym zastąpił Kennetha Bjerre. Nie zdobył wówczas żadnych punktów. Sezon 2014 był jego drugim i zarazem ostatnim w barwach Unii Leszno. W 2014 zdobył pierwszy w karierze medal indywidualnych mistrzostw świata juniorów – w trzech rundach IMŚJ 2014 zdobył łącznie 33 punkty i zajął trzecie miejsce w końcowej klasyfikacji. Po nieudanym sezonie 2014 (śr. bieg. w Ekstralidze 0,793) w 2015 przeniósł się do pierwszoligowej ŻKS Ostrovii. Podobnie jak przed rokiem wywalczył brązowy medal IMŚJ. Drugi raz w karierze zwyciężył w młodzieżowych indywidualnych mistrzostwach Danii.
W latach 2016–2017 w polskiej lidze jeździł dla Unii Tarnów. Ponadto w 2017 r. zajął 3. miejsce w lidze duńskiej ze Slangerup Speedway Klub. W 2018 był zawodnikiem Wybrzeża Gdańsk. Razem z Andersem Thomsenem i Mikkelem Bechem tworzył tzw. „duńską mafię” będącą siłą napędową całej drużyny. Michelsen ze średnią biegową 2,340 był 4. najskuteczniejszym zawodnikiem I ligi.
Od sezonu 2019 jest zawodnikiem ekstraligowego Motoru Lublin. W ligowym debiucie zdobył 8 punktów i 2 bonusy (0,3,2,1*,2*), a jego zespół pokonał GKM Grudziądz 49:41. Przez cały sezon był ważną częścią drużyny, po raz pierwszy w karierze przekroczył średnią 2pkt/bieg. Wyniosła ona 2,013, co było 13. najlepszym wynikiem w lidze. Zwieńczeniem roku było zdobycie przez Michelsena tytułu Indywidualnego mistrza Europy 2019 po tym jak w czterech rundach cyklu zdobył łącznie 45 punktów.
W związku z kontuzją Martina Smolinskiego i wycofaniem się tego zawodnika z Grand Prix 2020, Michelsen został stałym uczestnikiem cyklu Grand Prix. Na przestrzeni całego sezonu wywalczył w nim 32 punkty w ośmiu rundach, co dało mu 14. miejsce w klasyfikacji końcowej. W Ekstralidze notował zbliżone wyniki do tych, które osiągał rok wcześniej (śr. bieg. 2,000). Nie obronił tytułu indywidualnego mistrza Europy – w IME 2020 zajął czwarte miejsce.
W 2021 z Motorem Lublin zajął 2. miejsce w polskiej lidze. ze średnią 2,087 był siódmym najlepszym zawodnikiem ligi. Drugi raz w karierze został Indywidualnym mistrzem Europy.
Zwycięstwo w mistrzostwach Europy dała mu przepustkę do Grand Prix 2022. W sezonie 2022 był kapitanem Motoru Lublin. W pierwszym meczu w tej roli zdobył 14 punktów (1,3,1,3,3,3) przeciwko Stali Gorzów Wielkopolski, m.in. trzy razy pokonując Bartosza Zmarzlika, a lubelska drużyna wygrała ten mecz 44:46. 30 kwietnia 2022 pierwszy raz w karierze stanął na podium rundy GP zajmując 3. miejsce w Grand Prix Chorwacji w Goričan. 6 maja w wygranym 58:32 z Unią Leszno meczu 5. kolejki Ekstraligi zdobył płatny komplet punktów (3,3,3,2*,3,3) i po pięciu kolejkach ze średnią 2,345 plasował się na piątym miejscu wśród najskuteczniejszych zawodników rozgrywek.

## Przynależność klubowa
Dania
- Slangerup Speedway Klub (2010–)
- MSM Glumso (2011, wyp.)

Szwecja
- Griparna Nyköping (2011–2012)
- Dackarna Målilla (2013)
- Eskilstuna Smederna (2014–2018)
- Piraterna Motala (2019)

Niemcy
- AC Landshut (2012–2015)

Polska
- Unia Leszno (2013–2014)
- ŻKS Ostrovia (2015)
- Unia Tarnów (2016–2017)
- GKŻ Wybrzeże Gdańsk (2018)
- Motor Lublin (2019–2022)
- Włókniarz Częstochowa (2023–2024)
- Apator Toruń (2025–)

Wielka Brytania
- Eastbourne Eagles (2013–2014)
- Leicester Lions (2015)

## Starty w Grand Prix (Indywidualnych Mistrzostwach Świata na Żużlu)
Stan na 1 października 2024.
Zwycięstwa w poszczególnych zawodach Grand Prix
| Nr | Dzień   | Rok  | Nazwa              | Miejscowość | Tor            | Długość toru |
| -- | ------- | ---- | ------------------ | ----------- | -------------- | ------------ |
| 1. | 18 maja | 2024 | Grand Prix Niemiec | Landshut    | OneSolar Arena | 390m         |

### Miejsca na podium
| Nr | Dzień       | Rok  | Nazwa                | Miejscowość         | Tor                          | Miejsce | Punkty | Biegi           | Zwycięzca        |
| -- | ----------- | ---- | -------------------- | ------------------- | ---------------------------- | ------- | ------ | --------------- | ---------------- |
| 1. | 30 kwietnia | 2022 | Grand Prix Chorwacji | Goričan             | Stadion Millenium            | 3.      | 16     | (3,0,3,2,3,2,1) | Bartosz Zmarzlik |
| 2. | 18 maja     | 2024 | Grand Prix Niemiec   | Landshut            | OneSolar Arena               | 1.      | 15     | (0,3,3,2,2,2,3) | –                |
| 3. | 29 czerwca  | 2024 | Grand Prix Polski    | Gorzów Wielkopolski | Stadion im. Edwarda Jancarza | 3.      | 15     | (1,3,3,1,3,3,1) | Fredrik Lindgren |

### Punkty w poszczególnych zawodachGrand Prix
| Sezon 2014                   |                        |                                 |                                 |                                 |                                |                                 |                                 |                                 |                       |                        |                          |                   |         |         |         |         |         |         |         |         |         |        |        |        |        |        |        |        |        |        |        |        |        |        |        |
| GP Nowej Zelandii – Auckland | GP Europy – Bydgoszcz  | GP Finlandii – Tampere          | GP Czech – Praga                | GP Szwecji – Målilla            | GP Danii – Kopenhaga           | GP Wielkiej Brytanii – Cardiff  | GP Łotwy – Dyneburg             | GP Polski – Gorzów Wielkopolski | GP Nordyckie – Vojens | GP Skandynawii – Solna | GP Polski – Toruń        | miejsce           | miejsce | miejsce | miejsce | miejsce | miejsce | miejsce | miejsce | miejsce | miejsce | punkty | punkty | punkty | punkty | punkty | punkty | punkty | punkty | punkty | punkty |        |        |        |        |
| –                            | –                      | –                               | –                               | –                               | 0                              | –                               | –                               | –                               | –                     | –                      | –                        | 36                | 36      | 36      | 36      | 36      | 36      | 36      | 36      | 36      | 36      | 0      | 0      | 0      | 0      | 0      | 0      | 0      | 0      | 0      | 0      |        |        |        |        |
| Sezon 2015                   |                        |                                 |                                 |                                 |                                |                                 |                                 |                                 |                       |                        |                          |                   |         |         |         |         |         |         |         |         |         |        |        |        |        |        |        |        |        |        |        |        |        |        |        |
| GP Polski – Warszawa         | GP Finlandii – Tampere | GP Czech – Praga                | GP Wielkiej Brytanii – Cardiff  | GP Łotwy – Dyneburg             | GP Szwecji – Målilla           | GP Danii – Horsens              | GP Polski – Gorzów Wielkopolski | GP Słowenii – Krško             | GP Sztokholmu – Solna | GP Polski – Toruń      | GP Australii – Melbourne | miejsce           | miejsce | miejsce | miejsce | miejsce | miejsce | miejsce | miejsce | miejsce | miejsce | punkty | punkty | punkty | punkty | punkty | punkty | punkty | punkty | punkty | punkty |        |        |        |        |
| –                            | –                      | –                               | –                               | –                               | –                              | 6                               | –                               | –                               | –                     | –                      | –                        | 21                | 21      | 21      | 21      | 21      | 21      | 21      | 21      | 21      | 21      | 6      | 6      | 6      | 6      | 6      | 6      | 6      | 6      | 6      | 6      |        |        |        |        |
| Sezon 2018                   |                        |                                 |                                 |                                 |                                |                                 |                                 |                                 |                       |                        |                          |                   |         |         |         |         |         |         |         |         |         |        |        |        |        |        |        |        |        |        |        |        |        |        |        |
| GP Polski – Warszawa         | GP Czech – Praga       | GP Danii – Horsens              | GP Szwecji – Hallstavik         | GP Wielkiej Brytanii – Cardiff  | GP Skandynawii – Målilla       | GP Polski – Gorzów Wielkopolski | GP Słowenii – Krško             | GP Niemiec – Teterow            | GP Polski – Toruń     | miejsce                | miejsce                  | miejsce           | miejsce | miejsce | miejsce | miejsce | miejsce | miejsce | miejsce | miejsce | miejsce | punkty | punkty | punkty | punkty | punkty | punkty | punkty | punkty | punkty | punkty | punkty | punkty |        |        |
| –                            | –                      | 1                               | –                               | –                               | –                              | –                               | –                               | –                               | –                     | 29                     | 29                       | 29                | 29      | 29      | 29      | 29      | 29      | 29      | 29      | 29      | 29      | 1      | 1      | 1      | 1      | 1      | 1      | 1      | 1      | 1      | 1      | 1      | 1      |        |        |
| Sezon 2019                   |                        |                                 |                                 |                                 |                                |                                 |                                 |                                 |                       |                        |                          |                   |         |         |         |         |         |         |         |         |         |        |        |        |        |        |        |        |        |        |        |        |        |        |        |
| GP Polski – Warszawa         | GP Słowenii – Krško    | GP Czech – Praga                | GP Szwecji – Hallstavik         | GP Polski – Wrocław             | GP Skandynawii – Målilla       | GP Niemiec – Teterow            | GP Danii – Vojens               | GP Wielkiej Brytanii – Cardiff  | GP Polski – Toruń     | miejsce                | miejsce                  | miejsce           | miejsce | miejsce | miejsce | miejsce | miejsce | miejsce | miejsce | miejsce | miejsce | punkty | punkty | punkty | punkty | punkty | punkty | punkty | punkty | punkty | punkty | punkty | punkty |        |        |
| –                            | –                      | –                               | –                               | –                               | 9                              | –                               | 6                               | –                               | –                     | 17                     | 17                       | 17                | 17      | 17      | 17      | 17      | 17      | 17      | 17      | 17      | 17      | 15     | 15     | 15     | 15     | 15     | 15     | 15     | 15     | 15     | 15     | 15     | 15     |        |        |
| Sezon 2020                   |                        |                                 |                                 |                                 |                                |                                 |                                 |                                 |                       |                        |                          |                   |         |         |         |         |         |         |         |         |         |        |        |        |        |        |        |        |        |        |        |        |        |        |        |
| GP Polski – Wrocław          | GP Polski – Wrocław    | GP Polski – Gorzów Wielkopolski | GP Polski – Gorzów Wielkopolski | GP Czech – Praga                | GP Czech – Praga               | GP Polski – Toruń               | GP Polski – Toruń               | miejsce                         | miejsce               | miejsce                | miejsce                  | miejsce           | miejsce | miejsce | miejsce | miejsce | miejsce | miejsce | miejsce | miejsce | miejsce | punkty | punkty | punkty | punkty | punkty | punkty | punkty | punkty | punkty | punkty | punkty | punkty | punkty | punkty |
| 4                            | 7                      | 5                               | 2                               | 6                               | 3                              | 3                               | 2                               | 14                              | 14                    | 14                     | 14                       | 14                | 14      | 14      | 14      | 14      | 14      | 14      | 14      | 14      | 14      | 32     | 32     | 32     | 32     | 32     | 32     | 32     | 32     | 32     | 32     | 32     | 32     | 32     | 32     |
| Sezon 2021                   |                        |                                 |                                 |                                 |                                |                                 |                                 |                                 |                       |                        |                          |                   |         |         |         |         |         |         |         |         |         |        |        |        |        |        |        |        |        |        |        |        |        |        |        |
| GP Czech – Praga             | GP Czech – Praga       | GP Polski – Wrocław             | GP Polski – Wrocław             | GP Polski – Lublin              | GP Polski – Lublin             | GP Szwecji – Målilla            | GP Rosji – Togliatti            | GP Danii – Vojens               | GP Polski – Toruń     | GP Polski – Toruń      | miejsce                  | miejsce           | miejsce | miejsce | miejsce | miejsce | miejsce | miejsce | miejsce | miejsce | miejsce | punkty | punkty | punkty | punkty | punkty | punkty | punkty | punkty | punkty | punkty | punkty |        |        |        |
| –                            | –                      | –                               | –                               | –                               | –                              | –                               | –                               | 9                               | –                     | –                      | 18                       | 18                | 18      | 18      | 18      | 18      | 18      | 18      | 18      | 18      | 18      | 9      | 9      | 9      | 9      | 9      | 9      | 9      | 9      | 9      | 9      | 9      |        |        |        |
| Sezon 2022                   |                        |                                 |                                 |                                 |                                |                                 |                                 |                                 |                       |                        |                          |                   |         |         |         |         |         |         |         |         |         |        |        |        |        |        |        |        |        |        |        |        |        |        |        |
| GP Chorwacji – Goričan       | GP Polski – Warszawa   | GP Czech – Praga                | GP Niemiec – Teterow            | GP Polski – Gorzów Wielkopolski | GP Wielkiej Brytanii – Cardiff | GP Polski – Wrocław             | GP Danii – Vojens               | GP Szwecji – Målilla            | GP Polski – Toruń     | miejsce                | miejsce                  | miejsce           | miejsce | miejsce | miejsce | miejsce | miejsce | miejsce | miejsce | miejsce | punkty  | punkty | punkty | punkty | punkty | punkty | punkty | punkty | punkty | punkty | punkty |        |        |        |        |
| 16                           | 14                     | 3                               | 1                               | 8                               | 10                             | 9                               | 9                               | –                               | 12                    | 11                     | 11                       | 11                | 11      | 11      | 11      | 11      | 11      | 11      | 11      | 11      | 82      | 82     | 82     | 82     | 82     | 82     | 82     | 82     | 82     | 82     | 82     |        |        |        |        |
| Sezon 2023                   |                        |                                 |                                 |                                 |                                |                                 |                                 |                                 |                       |                        |                          |                   |         |         |         |         |         |         |         |         |         |        |        |        |        |        |        |        |        |        |        |        |        |        |        |
| GP Chorwacji – Goričan       | GP Polski – Warszawa   | GP Czech – Praga                | GP Niemiec – Teterow            | GP Polski – Gorzów Wielkopolski | GP Szwecji – Målilla           | GP Łotwy – Ryga                 | GP Wielkiej Brytanii – Cardiff  | GP Danii – Vojens               | GP Polski – Toruń     | miejsce                | miejsce                  | miejsce           | miejsce | miejsce | miejsce | miejsce | miejsce | miejsce | miejsce | punkty  | punkty  | punkty | punkty | punkty | punkty | punkty | punkty | punkty | punkty |        |        |        |        |        |        |
| 11                           | 6                      | 5                               | 2                               | 4                               | 4                              | 5                               | 5                               | 11                              | 3                     | 12                     | 12                       | 12                | 12      | 12      | 12      | 12      | 12      | 12      | 12      | 12      | 12      | 56     | 56     | 56     | 56     | 56     | 56     | 56     | 56     | 56     | 56     | 56     | 56     |        |        |
| Sezon 2024                   |                        |                                 |                                 |                                 |                                |                                 |                                 |                                 |                       |                        |                          |                   |         |         |         |         |         |         |         |         |         |        |        |        |        |        |        |        |        |        |        |        |        |        |        |
| GP Chorwacji – Goričan       | Sprint – Warszawa      | GP Polski – Warszawa            | GP Niemiec – Landshut           | GP Czech – Praga                | GP Szwecji – Målilla           | GP Polski – Gorzów Wielkopolski | Sprint – Cardiff                | GP Wielkiej Brytanii – Cardiff  | GP Polski – Wrocław   | GP Łotwy – Ryga        | GP Danii – Vojens        | GP Polski – Toruń | miejsce | miejsce | miejsce | miejsce | miejsce | miejsce | miejsce | miejsce | punkty  | punkty | punkty | punkty | punkty | punkty | punkty | punkty |        |        |        |        |        |        |        |
| 8                            | –                      | 8                               | 20                              | 11                              | 12                             | 16                              | –                               | 12                              | 14                    | 0                      | –                        | –                 | 7       | 7       | 7       | 7       | 7       | 7       | 7       | 7       | 101     | 101    | 101    | 101    | 101    | 101    | 101    | 101    |        |        |        |        |        |        |        |

| Statystyki        | Statystyki |
| ----------------- | ---------- |
| Starty            | 42         |
| Zwycięstwa        | 1          |
| Miejsca na podium | 3          |
| Finalista         | 5          |
| Punkty            | 302        |

## Starty windywidualnych mistrzostwach świata juniorów
| Sezon 2011 |              |           |         |           |              |              |         |         |         |         |         |         |         |         |         |        |        |        |        |        |        |        |        |        |
| Poole      | Holsted      | Pardubice | Gniezno | miejsce   | miejsce      | miejsce      | miejsce | miejsce | miejsce | miejsce | miejsce | miejsce | punkty  | punkty  | punkty  | punkty | punkty | punkty | punkty | punkty | punkty |        |        |        |
| –          | 4            | –         | 7       | 13        | 13           | 13           | 13      | 13      | 13      | 13      | 13      | 13      | 11      | 11      | 11      | 11     | 11     | 11     | 11     | 11     | 11     |        |        |        |
| Sezon 2012 |              |           |         |           |              |              |         |         |         |         |         |         |         |         |         |        |        |        |        |        |        |        |        |        |
| Lonigo     | Lendava      | Coventry  | Tarnów  | Pardubice | Bahía Blanca | Bahía Blanca | miejsce | miejsce | miejsce | miejsce | miejsce | miejsce | miejsce | miejsce | miejsce | punkty | punkty | punkty | punkty | punkty | punkty | punkty | punkty | punkty |
| 9          | 7            | 8         | 10      | 6         | 8            | 11           | 4       | 4       | 4       | 4       | 4       | 4       | 4       | 4       | 4       | 59     | 59     | 59     | 59     | 59     | 59     | 59     | 59     | 59     |
| Sezon 2013 |              |           |         |           |              |              |         |         |         |         |         |         |         |         |         |        |        |        |        |        |        |        |        |        |
| Piła       | Berwick      | Terenzano | miejsce | miejsce   | miejsce      | miejsce      | miejsce | miejsce | miejsce | miejsce | miejsce | punkty  | punkty  | punkty  | punkty  | punkty | punkty | punkty | punkty | punkty |        |        |        |        |
| 8          | 8            | 10        | 5       | 5         | 5            | 5            | 5       | 5       | 5       | 5       | 5       | 26      | 26      | 26      | 26      | 26     | 26     | 26     | 26     | 26     |        |        |        |        |
| Sezon 2014 |              |           |         |           |              |              |         |         |         |         |         |         |         |         |         |        |        |        |        |        |        |        |        |        |
| Lonigo     | Ostrów Wlkp. | Pardubice | miejsce | miejsce   | miejsce      | miejsce      | miejsce | miejsce | miejsce | miejsce | miejsce | punkty  | punkty  | punkty  | punkty  | punkty | punkty | punkty | punkty | punkty |        |        |        |        |
| 11         | 10           | 12        |         |           |              |              |         |         |         |         |         | 33      | 33      | 33      | 33      | 33     | 33     | 33     | 33     | 33     |        |        |        |        |
| Sezon 2015 |              |           |         |           |              |              |         |         |         |         |         |         |         |         |         |        |        |        |        |        |        |        |        |        |
| Lonigo     | Lublin       | Pardubice | miejsce | miejsce   | miejsce      | miejsce      | miejsce | miejsce | miejsce | miejsce | miejsce | punkty  | punkty  | punkty  | punkty  | punkty | punkty | punkty | punkty | punkty |        |        |        |        |
| 14         | 6            | 14        |         |           |              |              |         |         |         |         |         | 34      | 34      | 34      | 34      | 34     | 34     | 34     | 34     | 34     |        |        |        |        |

| Statystyki        | Statystyki |
| ----------------- | ---------- |
| Starty            | 18         |
| Zwycięstwa        | 2          |
| Miejsca na podium | 4          |
| Punkty            | 163        |

## Osiągnięcia
- Trzykrotny indywidualny mistrz Europy (2019, 2021 i 2023)
- Drużynowy mistrz świata juniorów (2013) i trzykrotny srebrny medalista tych rozgrywek (2011, 2014, 2015)
- Indywidualny mistrz Europy juniorów (2013)